# Sergio García Fernández
Pour les articles homonymes, voir Sergio García et García.
Sergio García Fernández, né le 9 janvier 1980 à Castellón de la Plana, est un golfeur espagnol.
Surnommé El Niño, avec plus de 250 semaines passées dans le Top 10 du Official World Golf Ranking, classement mondial des joueurs de golf, il a été pendant longtemps considéré comme le meilleur joueur à n'avoir pas remporté de Majeur. Lors de ceux-ci, il termine à quatre reprises second, une fois derrière Tiger Woods au championnat PGA 1999, deux fois derrière Padraig Harrington à l'Open britannique en 2007 et au championnat PGA 2008 ainsi qu'une fois derrière Rory McIlroy à l'Open britannique en 2014. Il n'a également remporté aucun des quatre tournois constituant le World Golf Championships. Depuis sa première sélection en Ryder Cup en 1999, dont il est le plus jeune joueur de l'histoire, il est l'un des membres majeurs de la sélection européenne.
Le 9 avril 2017, il gagne enfin son premier majeur en remportant les Masters à Augusta.

## Biographie

### Ses débuts
Surnommé El Niño, il commence très tôt le golf. Il obtient ses premiers résultats en devenant à 14 ans le plus jeune joueur de l'histoire à passer le cut dans un tournoi du Circuit Européen. La même année, il devient également le plus jeune vainqueur du championnat européen amateur. Durant sa carrière amateur, il remporte 19 tournois. Il réussit également à franchir le cut de 12 des 18 tournois du circuit européen auquel il participe. Il remporte également l'Open de Catalogne, tournoi professionnel en 1998.

### Carrière professionnelle
Passé professionnel en avril 1999 juste après avoir réalisé le plus bas score d'un amateur au Masters, il remporte dès le mois de juillet son premier tournoi en tant que professionnel, l'Open d'Irlande qui est son sixième tournoi disputé en tant que professionnel. Il devient aussi à l'époque le quatrième plus jeune joueur vainqueur d'un tournoi du circuit européen.
En août, il dispute la victoire lors du championnat PGA à Tiger Woods, qui le précède de cinq après les 9 trous de l'aller du dernier tour. Sur le retour, quatre trous plus tard, l'écart s'est réduit à un coup. Finalement, après avoir échoué lors de la tentative d'un birdie sur le dernier trou, García doit s'incliner de un coup face à Woods,. Cette deuxième place le conduit à participer à la Ryder Cup 1999, sélectionné avec Jesper Parnevik en tant que « wild cards » par la capitaine Sam Torrance. À 19 ans, 8 mois et 15 jours, il devient le joueur le plus jeune de l'histoire de la Ryder Cup, détrônant Nick Faldo. Pour ses débuts, il fait équipe avec le Suédois Jesper Parnevik dans les parties de double: avec celui-ci, il présente un bilan de trois victoires, et une partie partagée. Dans le simple du dimanche, il s'incline 4 & 3 face à Jim Furyk. L'équipe américaine remporte le trophée par 14 ½ à 13 ½. Il remporte ensuite son second succès en octobre lors du Linde German Masters. Sa première saison se solde par un titre de « Rookie of the Year » du circuit européen, et une troisième place à l'ordre du Mérite européen.

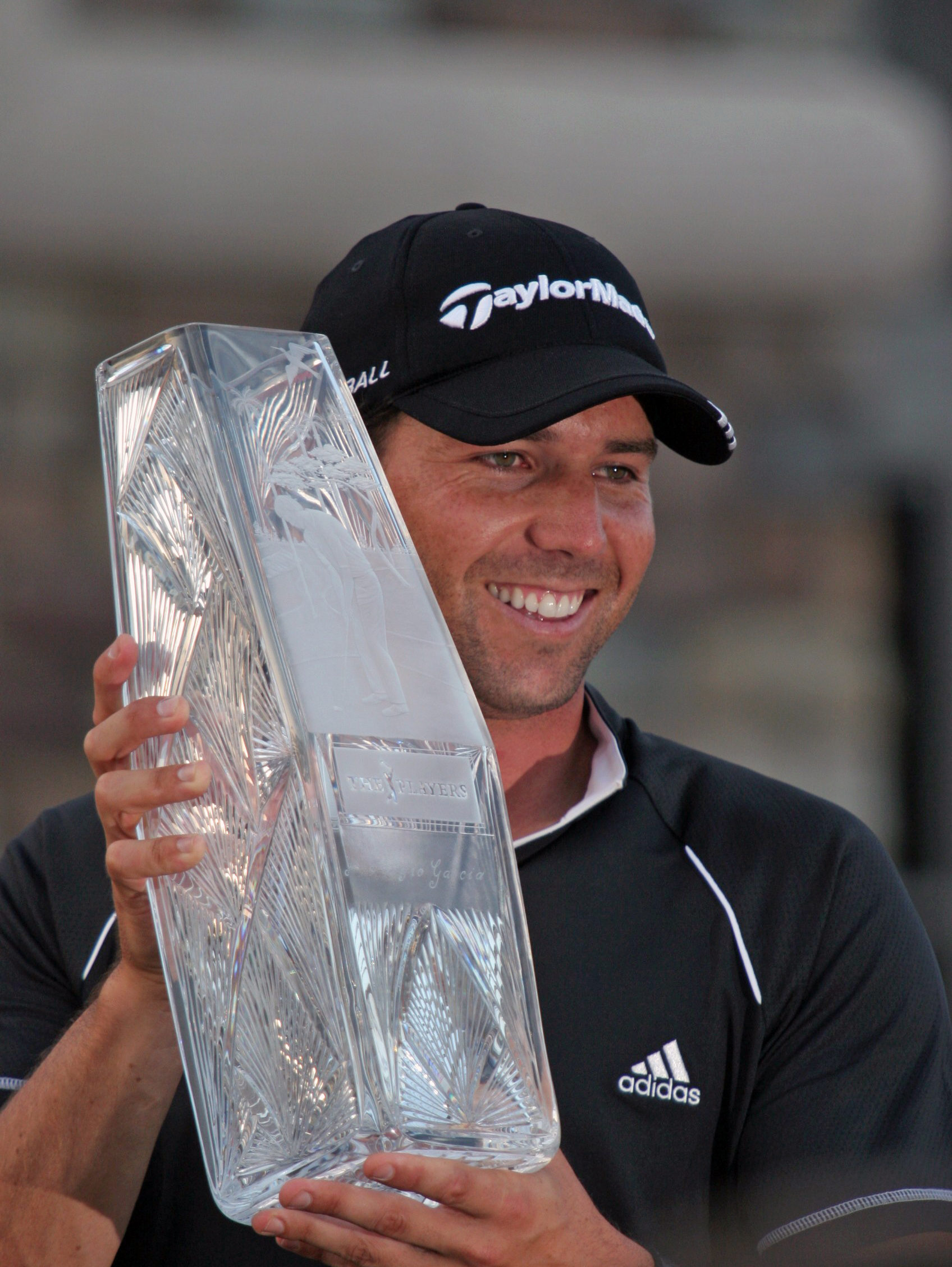
Sergio García avec le trophée du Players Championship 2008.

La saison suivante est vierge de titre. Sur les tournois du grand chelem, son meilleur résultat est une 34e place lors du championnat PGA. La saison 2001 voit sa première victoire sur le circuit américain, lors du MasterCard Colonial, puis il remporte son deuxième titre à l'occasion du Buick Classic. Sur le circuit européen, il remporte le Trophée Lancôme.
En 2002, il termine dans le Top 10 des quatre tournois du grand chelem: il débute par une huitième place au Masters, puis termine au pied du podium lors de l'US Open, de nouveau huitième lors de l'Open britannique et enfin dixième au championnat PGA. Il remporte le Mercedes Championships et un tournoi sur le circuit européen.
Après une saison 2003 blanche en termes de titre sur les circuits américain et européen, il renoue avec la victoire. Il remporte deux titres sur le circuit américain et un sur le circuit européen. Il termine à la huitième place du Official World Golf Ranking.
En 2005, il commence sa saison dans les tournois du grand chelem en échouant au cut lors du Masters. Lors du tournoi suivant, l'US Open, il termine à la troisième place, à cinq coups du leader, le Néo-Zélandais Michael Campbell et derrière Tiger Woods. Il termine une deuxième fois dans le Top 10 d'un majeur avec la cinquième place lors de l'Open britannique. Sur le circuit américain, il remporte sa sixième victoire lors du Booz Allen Classic: avec celle-ci, il devient le troisième golfeur depuis 1970 à obtenir ce nombre de victoires à 25 ans, les autres étant Tiger Woods avec 29 victoires et Phil Mickelson avec 8 victoires. Il atteint le Top 5 du classement mondial.

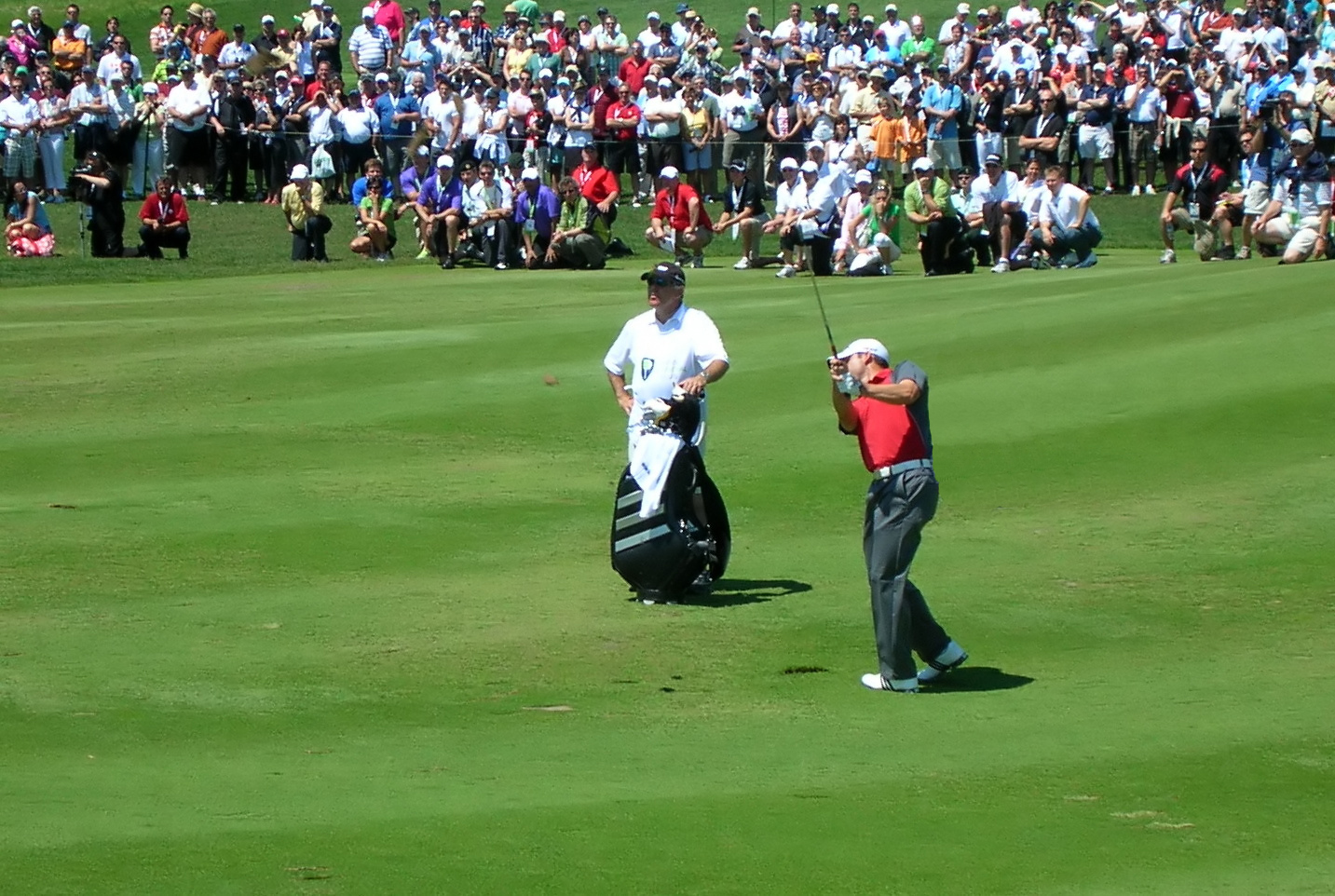
Sergio García au Skins mondial Telus 2009 à Lévis au Québec.

La saison suivante, son meilleur résultat lors d'un majeur est une nouvelle troisième place, lors du championnat PGA. Le vainqueur est Tiger Woods qui devance Shaun Micheel de 5 coups et un groupe de joueurs à 6 coups, dont García.
La saison 2007 débute par deux échecs lors du cut au Masters et à l'US Open. Lors de l'Open britannique, disputé à Carnoustie en Écosse, il termine les trois premiers tours en tête du tableau de score. A l'entame du dernier tour, il possède trois coups d'avance sur Steve Stricker et six sur les suivants. García, en réussissant le par sur le dernier trou, a la possibilité de remporter son premier majeur. Mais après avoir échoué dans un bunker, il réalise un bogey qui le conduit dans un playoff qui l'oppose à  Pádraig Harrington. Celui-ci emporte ce playoff avec un coup d'avance,. Dans le championnat PGA, il est disqualifié à l'issue du troisième tour pour avoir signé une mauvaise carte
En 2008, il remporte l'un des titres les plus importants du circuit américain, le Players Championship. Puis lors du championnat PGA, il est de nouveau devancé par Padraig Harrington qui l'emporte de deux coups. Les deux joueurs avaient commencé la dernière journée à égalité,. C'est la quatorzième fois que Garcia termine dans le Top 10 d'un majeur.
Il commence la saison 2009 par une victoire lors du HSBC Champions qui le place à la deuxième place du Official World Golf Ranking.
Après avoir disputé 73 tournois majeurs - dont 71 de rang - sans en gagner un, il remporte le Masters en 2017 au terme d'un play-off disputé contre l'Anglais Justin Rose le jour du 60e anniversaire de son mentor disparu Severiano Ballesteros. En fin de saison, il remporte sa deuxième victoire consécutive à l'Andalucía Masters, le tournoi n'ayant pas été joué depuis sa victoire en 2011. Le 27 février 2018, il remporte le Laureus World Sports Awards de la Révélation de l'année.
Sa saison 2018 ne sera pas aussi prolifique, après un changement d'équipementier, il rate le cut au Masters de manière spectaculaire, et connait une saison assez frustrante. Finalement retenu par le capitaine Thomas Bjorn pour faire partie de l'équipe européenne de Ryder Cup, il retrouve la forme au meilleur moment, remporte l'Andalucia Valderrama Masters pour une troisième fois, et se replace pour la finale de la saison de l'European Tour.

### Ryder Cup
La carrière de Sergio García en Ryder Cup débute en Ryder Cup 1999, aux États-Unis. Le capitaine de l'équipe européenne Sam Torrance le choisit parmi les deux wild cards à sa disposition. Le deuxième est le Suédois Jesper Parnevik, ces deux joueurs étant associés pour la première journée de double. Ils sont opposés lors de leur première partie à la paire Woods-Lehman. Celle-ci domine le début de la rencontre, menant de deux points après cinq trous, mais les européens reviennent et remportent finalement la victoire sur le score de 2 & 1 (2 point d'avance et un trou à disputer). Lors du « quatre balles, meilleure balle » de l'après-midi, la paire européenne bat Mickelson-Furyk sur le score de 1 up. Sam Torrance renouvelle sa confiance à son équipe pour le deuxième jour. Lors du « foursome » du matin, la paire européenne triomphe de Stewart-Leonard par 3 et 2 avant de partager la partie de l'après-midi avec Love III-Duval. Lors du simple du dimanche, Furyk bat Garcia par 4 & 3. Pour sa première participation, Garcia présente un bilan de 3 ½ sur 5, les États-Unis remportant la rencontre par 14 ½ à 13 ½.
L'édition 2002 se déroule au « The Belfry » en Angleterre. Pour le « foursome » du premier jour, Garcia est associé à Lee Westwood. Le duo se débarrasse du Woods-Calcavecchia sur le score de 2 et 1. L'après-midi, c'est toujours avec l'Anglais qu'il bat la paire américaine Duval-Love III sur le score de 4 et 3. Le lendemain, la paire anglo-espagnole est de nouveau mise à contribution : elle échoue, 1 up, face à Woods-Love III lors du « quatre balle », mais remporte le « foursome » sur le score de 2 & 1 face Cink-Furyk. Lors du simple, García échoue face à Toms sur le score de 1 up. L'équipe d'Europe retrouve le trophée qu'elle avait laissé échappé en 1999 sur le score de 15 ½ à 12 ½.
L'équipe de Ryder Cup 2004 est menée par l'Allemand Bernhard Langer. Celui-ci associe de nouveau Westwood à l'Espagnol. Lors du quatre balles, ceux-ci battent la paire Furyk-Toms sur le score de 4 et 3. En « foursome », García est associé à Luke Donald et remporte la rencontre face à Perry-Cink sur le score de 2 & 1. Le lendemain, Garcia-Westwood partagent la partie avec Haas-DiMarco. Funk- Furyk sont battus lors du « foursome » sur le score de 1 up par García-Donald. Garcia termine avec un bilan de 4 ½ sur cinq grâce à une victoire 3 & 2 sur Mickelson. L'équipe européenne remporte la victoire sur le sol américain par 18 ½ à 9 ½, victoire européenne la plus large de l'histoire.
García apporte quatre nouveaux points à son équipe lors de la Ryder Cup 2006, les quatre lors des rencontres de doubles. Lors des deux « quatre balles », il est associé à son compatiote Olazábal : le premier jour, ils battent la paire Toms-Wetterich 3 & 2, et le lendemain, la paire Mickelson-DiMarco sur le même score. Lors de « foursome », García est associé à Luke Donald et remporte les rencontres les opposant à Woods-Furyk puis Mickelson-Toms respectivement par 2 up et 2 & 1. García échoue dans sa tentative de réaliser le grand chelem face à Cink par 4 & 3. L'Europe remporte sa troisième Ryder Cup consécutive, de nouveau sur le score de 18 ½ à 9 ½.
Après trois défaites, l'équipe américaine, malgré l'absence de Woods blessé, est très motivée pour mettre un terme à la série de l'Europe. Lors du premier jour, García, associé à son compatriote Jiménez est défait par la paire Leonard-Mahan en « quatre balles », après avoir partagé avec Westwood la partie les opposant à Perry-Furyk. Le lendemain, il partage de nouveau sa partie l'opposant à Stricker-Curtis : lors de ce « quatre balles », il est associé à un nouveau partenaire, Casey. Lors du simple du lendemain, il subit une sévère défaite face à Kim : 5 & 4, soit la plus large victoire d'un rookie.
Après une absence en tant que joueur lors de la Ryder Cup 2010, où il est toutefois présent en tant que vice-capitaine auprès de Colin Montgomerie, il obtient une place automatique au sein de la sélection européenne grâce à son classement à la Ryder Cup World Points List pour l'édition 2012 qui a eu lieu sur le parcours du Medinah Country Club de Chicago. Cette sélection européenne est dirigée par son compatriote José Maria Olazábal. Associé à Luke Donald lors du « foursome » de la première matinée, il s'incline face à la paire américaine composée de Phil Mickelson et Keegan Bradley sur le score de 4 et 3. Le lendemain matin, il est de nouveau choisi pour disputer une partie de « foursome ». L'équipe qu'il compose avec le Belge Nicolas Colsaerts perd 2 et 1 face à la paire Jason Dufner et Zach Johnson. Lors des deux « quatre balles » de l'après-midi, il s'impose 1 up avec Luke Donald face à Tiger Woods et Steve Stricker. Lors des simples du dimanche, il dispute la huitième rencontre face à Jim Furyk, remportant cette partie sur le score de 1 up. Son total sur cette édition est de deux points, deux victoires et deux. Avec la victoire de la sélection européenne sur le score de 14 ½ à 13 ½, il compte quatre victoires en six éditions.